# Im Reich des Wolfes
Im Reich des Wolfes wurde 1992 in England und 1996 in Deutschland veröffentlicht und ist ein Roman des britischen Fantasyautors David Gemmell. Es ist das fünfte Werk seiner berühmten Drenai-Saga. Zwar sind alle Romane in der gleichen Welt angesiedelt, aber zu unterschiedlichen Zeiten und Epochen. So sind die Romane manchmal tausende von Jahren voneinander entfernt. Das ist auch der Grund, warum die meisten Bände als Einzelbände zu lesen sind. Mit diesem Band ändert Gemmell dies nun und bezieht sich in diesem auf seinen Hauptdarsteller aus seinem dritten Werk zur Drenai-Saga: Waylander, der Schlächter.
Es sind nun ungefähr zehn Jahre seit der Entscheidung der Vagrischen Kriege vergangen und Waylander scheint vom Erdboden verschwunden. Nun hat eine geheime Gesellschaft auf ihn ein Kopfgeld ausgesetzt und zwingt ihn auf diese Weise wieder ans Tageslicht.

## Handlung
In den Bergen von Skeln fristen Dakeyras und seine schöne Ziehtochter Miriel ein abgeschiedenes Dasein. Sie fürchten nicht den heraufziehenden Krieg, halten sich fern von den Menschen und ihren Träumen von Macht und Reichtum. Seine Vergangenheit als Meuchelmörder Waylander hat Dakeyras längst hinter sich gelassen. Dennoch unterweist er Miriel im Umgang mit den verschiedensten Waffen und bildet sie zu einer hervorragenden Kämpferin aus. Gleichzeitig leidet er unter dem Tod seiner Gefährtin Danyal, die bei einem Reitunfall ums Leben gekommen ist.
Als allerdings Kopfgeldjäger in den Bergen auftauchen, mit dem Ziel Dakeyras zu töten, wird er erneut zum Kampf gezwungen. Dakeyras findet heraus, dass Karnak der Einäugige, der neue Regent des Volkes der Drenai, eine Belohnung von Zehntausend in Gold auf seinen Kopf ausgesetzt hat.
Wie sich herausstellt, hat Karnaks einziger Sohn Miriels Schwester Krylla missbraucht und ermordet, worauf Karnak, aus Furcht vor Waylanders Rache an sich und seinem Sohn, das Kopfgeld auf Dakeyras ausgesetzt hat.